# Nikon D5100
Die D5100 ist eine digitale Spiegelreflexkamera von Nikon, die im April 2011 in den Markt eingeführt und im Dezember 2012 von der D5200 ersetzt wurde.

## Technische Merkmale
Der Bildsensor im DX-Format erlaubt Aufnahmen mit maximal 4928 × 3264 Pixeln.
Die Kamera verfügt über eine Full-HD-Videofunktion mit nachführendem 11-Punkt-Autofokus.
Der ISO-Empfindlichkeitsbereich reicht bis 25.600. Auch ein HDR-Modus wird unterstützt.
Gespeichert werden die Bilddaten auf einer SD Memory Card.
Ferner besitzt die Kamera ein dreh- und schwenkbares Display mit 7,6 cm Diagonale und 921.000 Subpixeln sowie einen zusätzlichen, rückseitigen Infrarotsensor für die Fernauslösung von hinten.

## GPS-Daten
Die Kamera besitzt eine Zubehörschnittstelle, die kompatibel ist zum Funkauslöser WR-T10.
Die Kamera kann über dieselbe Schnittstelle auch um einen GPS-Empfänger für Geotagging von Bilddateien erweitert werden. Der Hersteller bietet dazu das GPS-Modul GP-1 an.